# Махни крылом
«Махни крылом» (фр. Gus, petit oiseau, grand voyage) — французский полнометражный мультфильм 2014 года.

## Сюжет
Одно яйцо выкатывается из гнезда и прикатывается к разрушенной заброшенной церкви. Вылупившийся чижик подрастает, и его единственным другом становится божья коровка, при этом чижик не имеет своего имени. Божья коровка настаивает, чтобы чижик отправился в путешествие. Вожак стаи Дариус узнает о приближении осени, и готовится со стаей отправится на юг в Африку. Но он подвергся нападению злых котов. Чижик находит умирающего Дариуса, который просит сказать своему племяннику Карлу, что теперь он поведет стаю. Когда стая узнает о смерти Дариуса, то божья коровка соврала им, что Дариус попросил чижика привести стаю в Африку. Чижик, не зная как добраться, прилетает со стаей в Париж, а оттуда направляет стаю в противоположную сторону, и по пути они останавливаются на берегах Голландии. Потом, они пролетают через север, и оказываются на заснеженной земле. Чижик признаётся, что Карл должен был сопроводить стаю до Африки. Расстроенный, он отделяется от стаи и в одиночку находит аэропорт. Он приводит туда стаю и предлагает им план — отправиться в Африку на самолёте. Вся стая садится в самолёт. Карл не соглашается отправляться, но его всё-таки удалось силой затащить. Стая прибывает в Африку, а чижик обзавёлся личным именем — «Сэм».

## Роли озвучивали
- Сет Грин — Чижик / Сэм
- Иветт Николь Браун — божья коровка
- Джим Раш — Карл
- Дакота Фэннинг — Дельф
- Пьер Ришар — Дариус (франкоязычная озвучка)
- Дэнни Гловер — Дариус (англоязычная озвучка)
- Кристин Барански — Джанет
- Брэди Корбет — Вилли
- Захари Гордан — Макс

## Прокат
В России и на Украине мультфильм вышел 6 ноября 2014 года, в ОАЭ и Омане — 5 февраля 2015 года, в Республике Корея — 16 февраля 2015 года, в Болгарии и Кении — 22 мая 2015 года.